# بطولة العالم للدراجات على المضمار 1952
بطولة العالم للدراجات على المضمار 1952 هي الدورة ال49 من بطولة العالم للدراجات على المضمار، أجريت في باريس، فرنسا.

## النتائج النهائية
| المسابقة                              | ذهبية                    | فضية                        | برونزية                 |
| ------------------------------------- | ------------------------ | --------------------------- | ----------------------- |
| السرعة الفردية                        | أوسكار بلاتنر (SUI)      | Georges Senfftleben (FRA)   | Jan Derksen (NED)       |
| سباق المطاردة الفردية                 | سيد باترسون (أستراليا)   | أنطونيو بيفيلاكوا (إيطاليا) | لوسيان جيلن (لوكسمبورغ) |
| سباق مطاردة الدراجة النارية للمحترفين | Adolph Verschueren (BEL) | والتر لومان (FRG)           | هنري يموان (FRA)        |